# Emiliano Ibarra
Pour les articles homonymes, voir Ibarra.
Emiliano David Ibarra, né le 20 janvier 1982 à Carcarañá (en), est un coureur cycliste argentin, membre de l'équipe Chimbas Te Quiero. 

## Palmarès
- 2007
  - 3e de Mendoza-San Juan
- 2011
  - 3e de la Doble Difunta Correa
- 2012
  - 1re étape du Tour de San Juan
  - Doble Calingasta :
    - Classement général
    - 2e étape
- 2013
  - Mémorial J. María Puig
  - Cursa Festes de Tura d’Olot[1]
  - Doble Chepes
  - 2e de Mendoza-San Juan
- 2014
  - Trofeo Mirador del Montsià
  - Gran Premio San Lorenzo
- 2015
  - 3e de la Doble Calingasta
- 2016
  - 5eb étape de la Doble Bragado (contre-la-montre par équipes)
  - Prologue du Giro del Sol San Juan (contre-la-montre par équipes)
  - 2e du championnat d'Argentine du contre-la-montre
- 2017
  - 2e du championnat d'Argentine du contre-la-montre
- 2018
  -  Champion d'Argentine du contre-la-montre
  - Circuito Rawson
  - 2e étape de la Vuelta a Valle Fértil (contre-la-montre)
  - 2e de Mendoza-San Juan
- 2019
  - Vuelta de Santa Rita
  - 2e du championnat d'Argentine du contre-la-montre
- 2023
  - 1re étape du Giro del Sol San Juan

## Classements mondiaux
| Année            | 2006 | 2007 | 2008 | 2009 | 2010 | 2011 | 2012 | 2013 | 2014 | 2015 | 2016 | 2017 | 2018 |
| ---------------- | ---- | ---- | ---- | ---- | ---- | ---- | ---- | ---- | ---- | ---- | ---- | ---- | ---- |
| UCI America Tour | 347e |      |      |      |      |      |      |      |      |      | 531e |      | 185e |